# Coudia strictella
Coudia strictella är en fjärilsart som beskrevs av Pierre Chrétien 1915. Coudia strictella ingår i släktet Coudia och familjen stävmalar. Inga underarter finns listade i Catalogue of Life.